# Кавеньяк, Годфруа
Годфруа́ Кавенья́к (фр. Godefroy Cavaignac, полное имя Жак Элеонор Луи Годфруа Кавеньяк (Jacques Éléonore Louis Godefroy Cavaignac); 30 мая 1800, Париж — 5 мая 1845, там же) — французский журналист и политический деятель; старший сын Жан-Батиста Кавеньяка; брат генерала Луи Эжена Кавеньяка и дядя политика Годфруа Кавеньяка.

## Биография
Старший сын Жан-Батиста Кавеньяка, активного деятеля эпохи Конвента, он был воспитан в традициях горячей преданности республиканской форме правления. По окончании курса юридических наук в Париже, принял деятельное участие в борьбе с бурбонской монархией, участвовал в Июльской революции 1830 г., а также в октябрьских волнениях того же года, за что был арестован и подвергнут суду, но оправдан присяжными.
Благодаря своей энергии и выдающемуся таланту, занял видное место в республиканской партии и был одним из главных руководителей Общества друзей народа (Société des amis du peuple), деятельная пропаганда которого привела к восстанию 5 и 6 июня 1832 г. Снова преданный суду, был опять оправдан и вскоре принял участие в образовании нового республиканского общества — «прав человека» (Société des droits de l’hommе).
В апреле 1834 года Кавеньяк был арестован как один из организаторов нового восстания, а в следующем году ему удалось бежать в Англию, где он провёл несколько лет, постоянно поддерживая сношения со своей партией. Вернувшись во Францию в 1840 году, он сделался одним из главных редакторов газеты «La Réforme», в которой вёл решительную борьбу против политики Гизо.
Когда Кавеньяк внезапно умер, ему были устроены, несмотря на противодействие правительства, торжественные похороны при участии массы народа. Его популярность во многом способствовала, несколько лет спустя, быстрому возвышению его брата. Похоронен на кладбище Монмартр.